# Roberto Bossard
Roberto Bossard (* 11. März 1959 in Zug) ist ein Schweizer Jazzgitarrist und -komponist. Er wirkt als Professor an der Hochschule Luzern.

## Leben und Wirken
Bossard, der aus einer musikalischen Familie stammt, lernte zunächst klassische Violine, bevor er als Autodidakt Gitarre spielte. Ein Fernsehkonzert von Joe Pass brachte ihn zum Modern Jazz; er nahm Einzelunterricht bei Christy Doran. Zwischen 1977 und 1981 studierte er an der Swiss Jazz School in Bern, um sich dann ab 1982 am Musicians Institute in Los Angeles bei Pass und Joe Dorio weiterzubilden. Zurück in der Schweiz, arbeitete er ab 1983 als Lehrer an einer Jugendmusikschule. Daneben spielte er im Guitarsummit von Pierre Cavalli (1983–1984), zu dem auch Thomas Moeckel und Markus Plattner gehörten. Weiterhin bildete er die «Boss-Art-Band», u. a. mit Andy Scherrer, dann mit Martien Oster. 1988 spielte er im Quartett mit Sal Nistico. Dann gründete er ein eigenes Hardbop-Quintett, zu dem neben seinem Bruder, dem Trompeter Corrado Bossard, Daniel Schnyder (später Domenic Landolf), Erich Peter und Alberto Canonico gehörten. Auch trat er häufig mit Vince Benedetti, Makaya Ntshoko, Sandy Patton, Matthieu Michel und James Zollar auf. 1999 gründete er sein Orgeltrio «Organ-X» mit Chris Wiesendanger und Elmar Frey, das gelegentlich auch durch den Saxophonisten Roland von Flüe erweitert wurde. Seit 2002 spielte er weiterhin regelmässig mit Hämi Hämmerli und Frey in «The Trio». Auch spielte er in der Swingband Buddha’s Gamblers und ist auf Alben von Peggy Chew, Gabriela Krapf, Vocal Contact, Voicetet und den Mellow Brass zu hören.
Bossard spielte auf einschlägigen Schweizer Jazzfestivals (u. a. Fernsehmitschnitt vom Jazz Festival Montreux 1987), aber auch auf solchen in den Niederlanden und Frankreich. Weiterhin tourte er in Deutschland, Österreich, Italien und Brasilien. 1999 gewann er den Leserpoll des Jazzmagazins Jazz&Cultur als «bester Schweizer Jazzgitarrist 1998».

## Diskographische Hinweise
- Mark Soskin, Roberto Bossard, Peter Frei, Elmar Frey Atlantic Crossing (Privave Records, 2000)
- Organ-X: A Time To Talk (Privave Records, 2000)
- Lars Lindvall Tentet 1–10 (Altrisuoni 2002, mit Corrado Bossard, Robert Morgenthaler, Daniel Blanc, John Voirol, Otmar Kramis, Christoph Stiefel, Hämi Hämmerli, Fabian Kuratli)
- Monday Nights (Altrisuoni, 2004)

## Lexikalischer Eintrag
- Bruno Spoerri (Hrsg.):  Biografisches Lexikon des Schweizer Jazz. CD-Beilage zu: Bruno Spoerri (Hrsg.): Jazz in der Schweiz. Geschichte und Geschichten. Chronos-Verlag, Zürich 2005, ISBN 3-0340-0739-6.